# Pazos de Borbén
Pazos de Borbén ist eine galicische Gemeinde in der Provinz Pontevedra im Nordwesten Spaniens mit 3.002 Einwohnern (Stand: 2024). 

## Lage
Im Süden der Provinz Pontevedra, zwischen den Gemeinden Redondela, Fornelos de Montes, Sotomayor, Mondariz, Puenteareas und Mos.

## Gemeindegliederung
Die Gemeinde Pazos de Borbén ist in acht Parroquias gegliedert:
| Parroquias | Patrozinium                | Einwohner 2024 | Fläche km² | Dichte Einw./km² | Höhe msnm | Ortskennzahl |
| ---------- | -------------------------- | -------------- | ---------- | ---------------- | --------- | ------------ |
| Amoedo     | San Sadurniño              | 513            | 8,47       | 61               | 254       | 36037010000  |
| Borbén     | Santiago                   | 513            | 12,00      | 43               | 126       | 36037020000  |
| Cepeda     | San Pedro                  | 211            | 3,37       | 63               | 355       | 36037030000  |
| A Ermida   | Nosa Señora da Anunciación | 86             | 5,00       | 17               | 275       | 36037040000  |
| Moscoso    | San Paio                   | 383            | 5,73       | 67               | 375       | 36037050000  |
| Nespereira | San Martiño                | 796            | 7,59       | 105              | 222       | 36037060000  |
| Pazos      | Santa María                | 339            | 4,24       | 80               | 170       | 36037070000  |
| Xunqueiras | San Salvador               | 152            | 3,68       | 41               | 364       | 36037080000  |

## Wirtschaft
Die wichtigsten Wirtschaftsquellen der Stadt sind der Wald, das Holz und der Wein „Condado“, eine der Weinsorten mit geschützter Herkunftsbezeichnung Rías Baixas. Daneben ist der Tourismus von Bedeutung.
| Ackerbau, Viehzucht und Fischerei                                                  | 027   | 02,33  |
| Industrie                                                                          | 0248  | 021,42 |
| Bauwirtschaft                                                                      | 0106  | 09,15  |
| Dienstleistungsbetriebe                                                            | 0777  | 067,10 |
| Total                                                                              | 1.158 | 100,00 |
| * Daten aus dem Statistischen Amt für Wirtschaftliche Entwicklung in Galicien, IGE |       |        |